# Berg en Broeksche Verlaat
Het Berg en Broeksche Verlaat is een schutsluis met puntdeuren tussen de Rotte en de Berg en Broeksche Plassen in de gemeente Rotterdam, in de Nederlandse provincie Zuid-Holland. De vaarweg is CEMT-klasse 0, de toegang tot de plassen is voornamelijk van belang voor de pleziervaart. Bouwjaar 1866.
Schutlengte 17 m, wijdte 3 m, minste drempeldiepte PP -0,93 m. Het polderpeil is NAP -2,80 m. Over het bovenhoofd ligt een ophaalbrug, hoogte in gesloten stand slechts enkele centimeters boven boezempeil.